# El Aouana
El Aouana là một đô thị thuộc tỉnh Jijel, Algérie. Dân số thời điểm năm 2002 là 12.384 người.